# Aéroplume

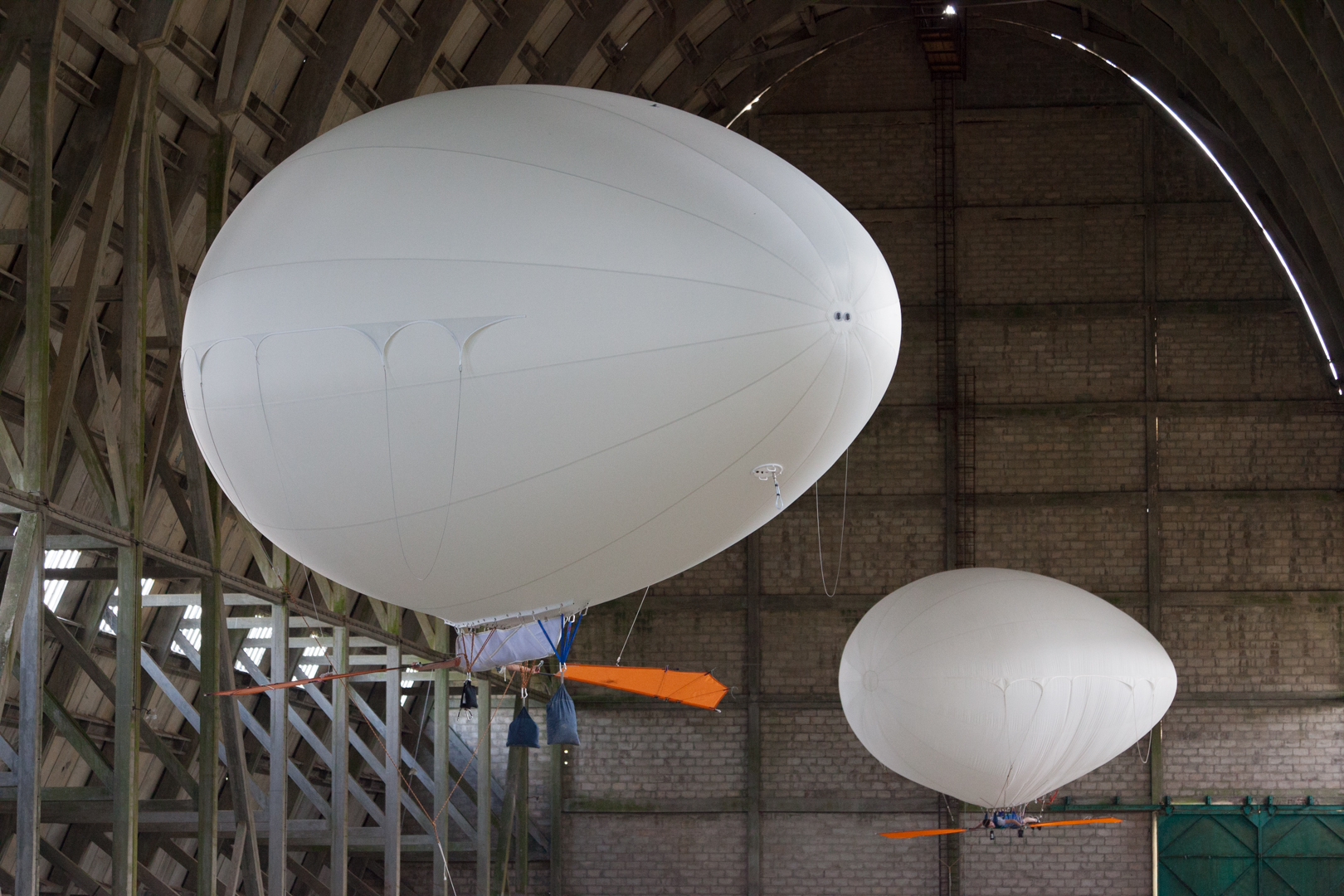
Deux Aéroplumes dans le hangar à dirigeables d’Écausseville, 2013.

L'Aéroplume est un aéronef à propulsion humaine inventé par Jean-Pierre David. 

## Description
C’est un ballon dirigeable individuel à ailes battantes, la première machine qui permet à l’homme de s’envoler en battant des ailes.
Il s'agit d'un dirigeable minimum, compact et personnel.
Sous une grosse bulle d’hélium en forme d’œuf, les fonctions sont réduites au strict minimum  : la force musculaire est le moteur, les hélices sont remplacées par une paire d’ailes qui prolongent les bras. Le pilote est allongé sous le ballon dans un harnais « cocon » type deltaplane ; équipé de ses deux ailes et libéré de la pesanteur, il peut s’envoler et se déplacer librement dans l’air à la force des bras.
L’Aéroplume est gonflé à l’hélium, un gaz ininflammable qui ne présente aucun danger, il faut 1 m3 d’hélium pour porter 1 kg.
Le volume de la carène est calculé au plus juste : poids du pilote + poids des ailes + poids de l’enveloppe.
Il existe actuellement six Aéroplumes :  Bornéo (vol. 128 m3, L. 11 m, diam. 5 m) ; Nino (vol. 58 m3, L. 7,5 m, diam. 4 m) ; Lutz ; Ciccio (vol. 100 m3, L. 9,5 m, diam. 4,6 m) ; Wanda (vol. 110 m3, L. 9,8 m, diam. 4,7 m) ; Kodomo.

### Sport aérien en salle
La faible vitesse de vol (5-8 km/h), l’importante inertie, les aléas météorologiques font que l’Aéroplume se pratique exclusivement en salle. Si le domaine de vol est alors limité à la taille de la salle, cela permet en revanche de s’affranchir des conditions météorologiques et de rendre la pratique de l’Aéroplume accessible à tous, à tout moment.
« Voler en Aéroplume » dans un espace adéquat peut facilement devenir une nouvelle activité sportive qui ne présente aucun danger et convient à tout type de public.
On peut voler en Aéroplume au hangar à dirigeables d’Écausseville et à la grotte de la Salamandre dans le Gard.
L’Aéroplume est exploité par Aérosculpture.